# Рудолф Айтелбергер
Рудолф Айтелбергер фон Еделберг (на немски: Rudolf Eitelberger von Edelberg) е австрийски историк на изкуството.
Роден е на 17 април 1817 година в Оломоуц в семейството на офицер. Учи право и романска филология в Оломоуцкия университет. От 1839 година преподава във Виенския университет, първоначално филология, а след това става първият редовен професор по история на изкуството, като поставя основите на Виенската школа в тази област. Основава Австрийския музей за приложно изкуство, чиято експозиция използва активно в преподавателската си работа.
Рудолф Айтелбергер умира на 18 април 1885 година във Виена.